# 어느날 (노래)
〈어느날〉은 대한민국의 여성 싱어송라이터 장덕에 의해 작사 · 작곡된 곡이다. 1983년 장덕의 솔로 첫번째 정규 음반 《날 찾지 말아요》의 A면 6번 트랙으로 발표되었다.

## 배경
1975년 만 14세(중학교 2학년)의 나이로 오빠 장현과 함께 듀엣 현이와 덕이를 결성, 《친구야 친구》(1976)와《순진한 아이》(1978) 등을 발표하며 큰 인기를 누린 장덕은 고등학교 졸업 후 솔로 음반 《첫사랑》(1979), 《순정》(1980)을 발표하고 1980년 10월 어머니의 부름으로 미국 내쉬빌로 건너가게 된다. 그리고 그 곳에서 테네시 주립 대학교에 입학, 작곡을 전공하며 유학생활을 하게 되고 내슈빌의 한인 가족밴드 리 패밀리의 일원으로 활동하다가 멤버 중 한 명인 이승언이라는 남자와 사랑하게 되고 결혼도 하게 된다. 하지만 장덕은 점점 타향살이에 지치게 되고 한국에서의 화려했던 가수 생활, 그리고 오빠, 아버지 등 보고 싶은 얼굴들을 그리워 하게 되는데, 이 시기 만들어진 곡이 바로 <어느날>로 장덕이 고국으로 귀국한 후 발표한 솔로 첫번째 정규 음반 《날 찾지 말아요》의 A면 6번 트랙으로 수록되게 된다.